# Sluštice
Sluštice (německy Sluschtitz) jsou obec v okrese Praha-východ ve Středočeském kraji. Leží na potoce Výmola přibližně šest kilometrů severovýchodně od Říčan. Žije zde 757 obyvatel (v roce 2006 jich bylo 345).

## Název
Název Sluštice znamená ves lidí služkovských, to jest sloužících.

## Historie

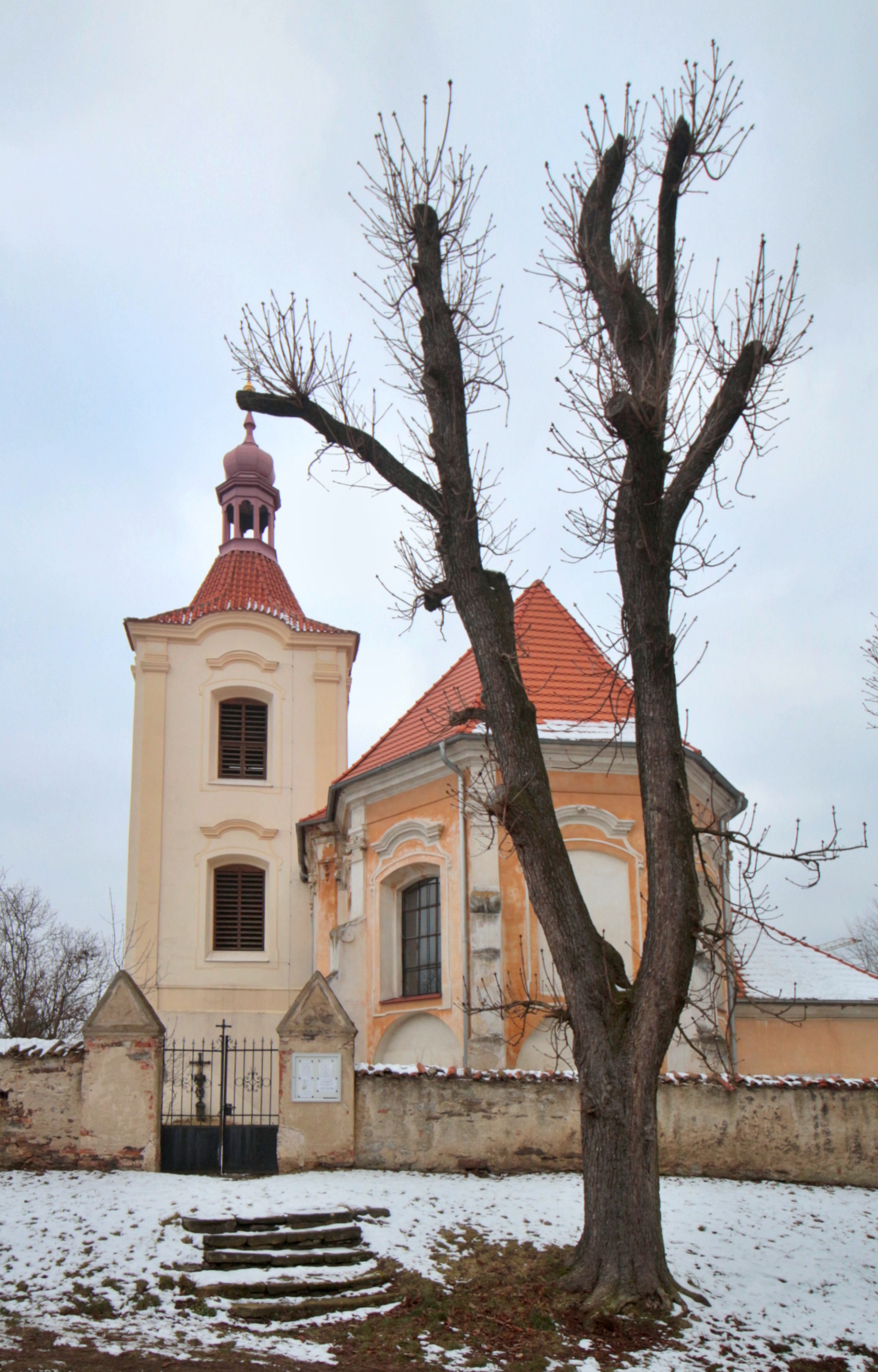
Kostel svatého Jakuba ve Slušticích

První písemná zmínka o obci pochází z roku 1223. Tehdy ji vlastnil Mstidruh ze Sluštic, a již v té době v obci stál farní kostel a tvrz. Ve 14. a 15. století patřily Sluštice většinou pražským rodinám. Mezi majiteli byli Fridlin (Fridolin) Rost (rentu ve Slušticích vlastnil od roku 1332), jeho bratr Donat Rost (majitel Sluštic pravděpodobně v letech 1357–1366), Matěj od Věže (v roce 1380). Za Matěje od Věže však patronátní právo k místnímu kostelu vykonávali bratři Ondřej a Martin Stachové ze Starého Města pražského a v letech 1400 a 1405 pak bratři Mikuláš Ortlin (Ortlinovic) a Rudolf z Mülhausenu, kteří zdejší podíly v roce 1407 postoupili svému bratrovi (nebo možná synovi) Reinhardovi (jinak Rynardovi) z Mülhausenu. O něm se dochovalo více zmínek, např. roku 1414 ustanovil faráře v sousední obci Březí. Reinhard, který se už psal ze Sluštic, prodal v roce 1416 rentu na místní tvrzi, poplužním dvoru a zdejší vesnici pražskému měšťanovi Reinhardovi z Remeše.
V poděbradské době, někdy po roce 1460, získal Sluštice Jan Ledecký z Říčan, který poplužní dvůr s vesnicí Sluštice odprodal v roce 1473 dvěma pražským měšťanům – Křížkovi ze Starého Města a Jílkovi Rybovi, zvonaři z Nového Města. Potomkem jednoho z nich byla Anna, manželka Zikmunda Roha z Vlkanova. Od tohoto Roha se Sluštice v roce 1519 dostaly do držení Marty Pechancové z Bezděkova a byly spravovány ze Křenice a Královic. V 16. století místní neobývaná tvrz zanikla, její poloha je dnes neznámá. V roce 1563 byly zdejší dvůr a zároveň tvrz ve Zlaté odděleny a určeny Matyáši Pechancovi z Kralovic. Ten ovšem neměl děti, proto je v roce 1568 odkázal Mikulášovi Skalskému z Dubu († 1588) a jeho manželce Markétě z Frejskutu. Mikuláš měl čtyři syny, dva z nich, Heřman a Jan Jiřík, zdědili po roce 1597 Sluštice a obnovili sluštickou tvrz. V roce 1616 postoupil Heřman svůj zdejší podíl bratru Janu Jiříkovi a po jeho smrti připadl tento majetek Mikulášovi Skalskému z Dubu. Mikuláš Skalský z Dubu se přidal na stavovskou stranu, proto mu byly tvrz s poplužním dvorem a pivovarem ve Slušticích a vesnice Sluštice, Třebohostice a Zlatá za třicetileté války v roce 1623 zkonfiskovány a prodány Karlovi z Lichtenštejna, který je připojil ke škvoreckému panství.
Na zdi pražské Pinkasovy synagogy jsou uvedena dvě jména obětí šoa ze Sluštic, které zemřely v roce 1942.
Základní škola byla uzavřena v roce 1985, v předchozím roce tam byly dvě dvoutřídky. V budově školy byla natáčena část komedie Slavnosti sněženek (1983, režisér Jiří Menzel).

## Obyvatelstvo
| Rok            | 1869 | 1880 | 1890 | 1900 | 1910 | 1921 | 1930 | 1950 | 1961 | 1970 | 1980 | 1991 | 2001 | 2011 | 2021 |
| -------------- | ---- | ---- | ---- | ---- | ---- | ---- | ---- | ---- | ---- | ---- | ---- | ---- | ---- | ---- | ---- |
| Počet obyvatel | 395  | 460  | 440  | 408  | 447  | 443  | 454  | 320  | 336  | 275  | 325  | 278  | 304  | 341  | 804  |
| Počet domů     | 51   | 58   | 63   | 64   | 68   | 71   | 96   | 107  | 95   | 83   | 89   | 110  | 116  | 126  | 235  |

## Obecní správa

### Územněsprávní začlenění
Dějiny územněsprávního začleňování zahrnují období od roku 1850 do současnosti. V chronologickém přehledu je uvedena územně administrativní příslušnost obce v roce, kdy ke změně došlo:
- 1850 země česká, kraj Pardubice, politický okres Černý Kostelec, soudní okres Český Brod[8]
- 1855 země česká, kraj Praha, soudní okres Český Brod[8]
- 1868 země česká, politický i soudní okres Český Brod[8]
- 1939 země česká, Oberlandrat Kolín, politický i soudní okres Český Brod[9]
- 1942 země česká, Oberlandrat Praha, politický i soudní okres Český Brod[10]
- 1945 země česká, správní i soudní okres Český Brod[11]
- 1949 Pražský kraj, okres Říčany[12]
- 1960 Středočeský kraj, okres Praha-východ[13]

### Obecní symboly
Znak a vlajka byly obci uděleny rozhodnutím předsedkyně Poslanecké sněmovny Parlamentu České republiky dne 20. října 2022.

## Společnost
Ve vsi Sluštice (454 obyvatel, katolický kostel) byly v roce 1932 evidovány tyto živnosti a obchody: cihelna, galanterie, holič, 2 hostince, kolář, 2 kováři, 2 krejčí, obchod s mlékem, mlýn, 2 obuvníci, obchod s ovocem a zeleninou, 2 pekaři, pila, pohřební ústav, porodnictví, 3 rolníci, 2 řezníci, 3 obchody se smíšeným zbožím, spořitelní a záložní spolek pro Sluštice, trafika, truhlář, zahradník.

## Doprava
Dopravní síť
- Pozemní komunikace – Obcí prochází silnice II/101 v úseku Říčany - Úvaly.

- Železnice – Železniční trať ani stanice na území obce nejsou.

Veřejná doprava 2011
- Autobusová doprava – V obci se nachází dvě zastávky Pražské integrované dopravy "Sluštice,škola", kde zastavují linky 765 (Sibřina - Říčany, Wolkerova) a 329 (Praha, Sídliště Skalka - Škvorec, náměstí)

"Sluštice" na silnici II/101 , kde zastavují linky 686 (Úvaly,žel.st-Říčany,Wolkerova) a 765 (Sibřina-Říčany,Wolkerova)

## Pamětihodnosti
- Kostel svatého Jakuba Staršího – barokní kostel postavený v letech 1746–1749 na místě původní stejnojmenného gotického kostela, který vyhořel roku 1716.
- Pomník padlých v první světové válce – vedle křižovatky pod hřištěm, oploceno. Na pomníku je státní znak a nápis: 1914–1918, Antonín Vágner, Josef Lážek, Václav Běhounek, Josef Běhounek, Jaroslav Novák, Jan Sadil, Frant. Kolínský, Antonín Hladík.[16]

## Další fotografie

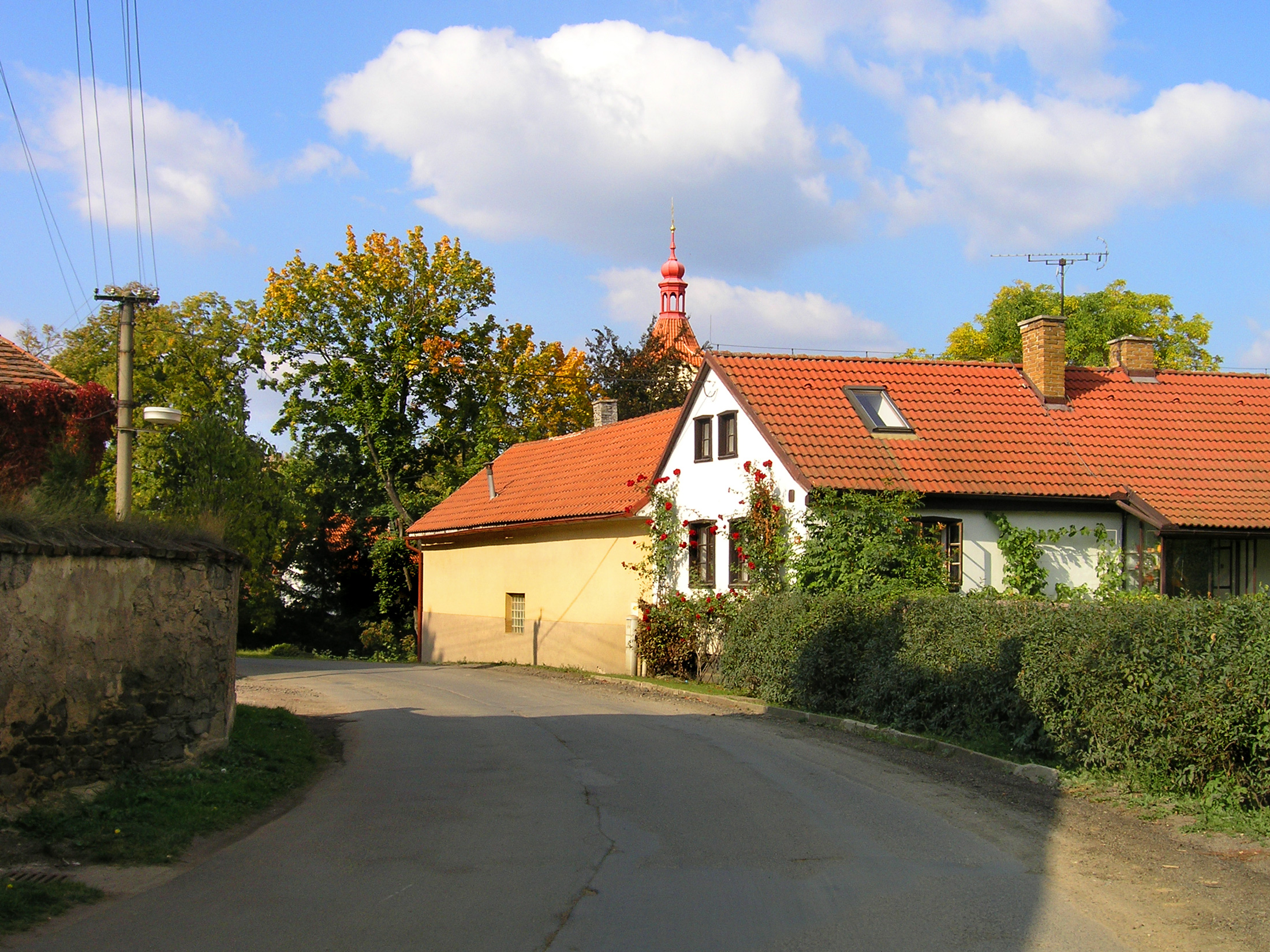
Silnice k návsi
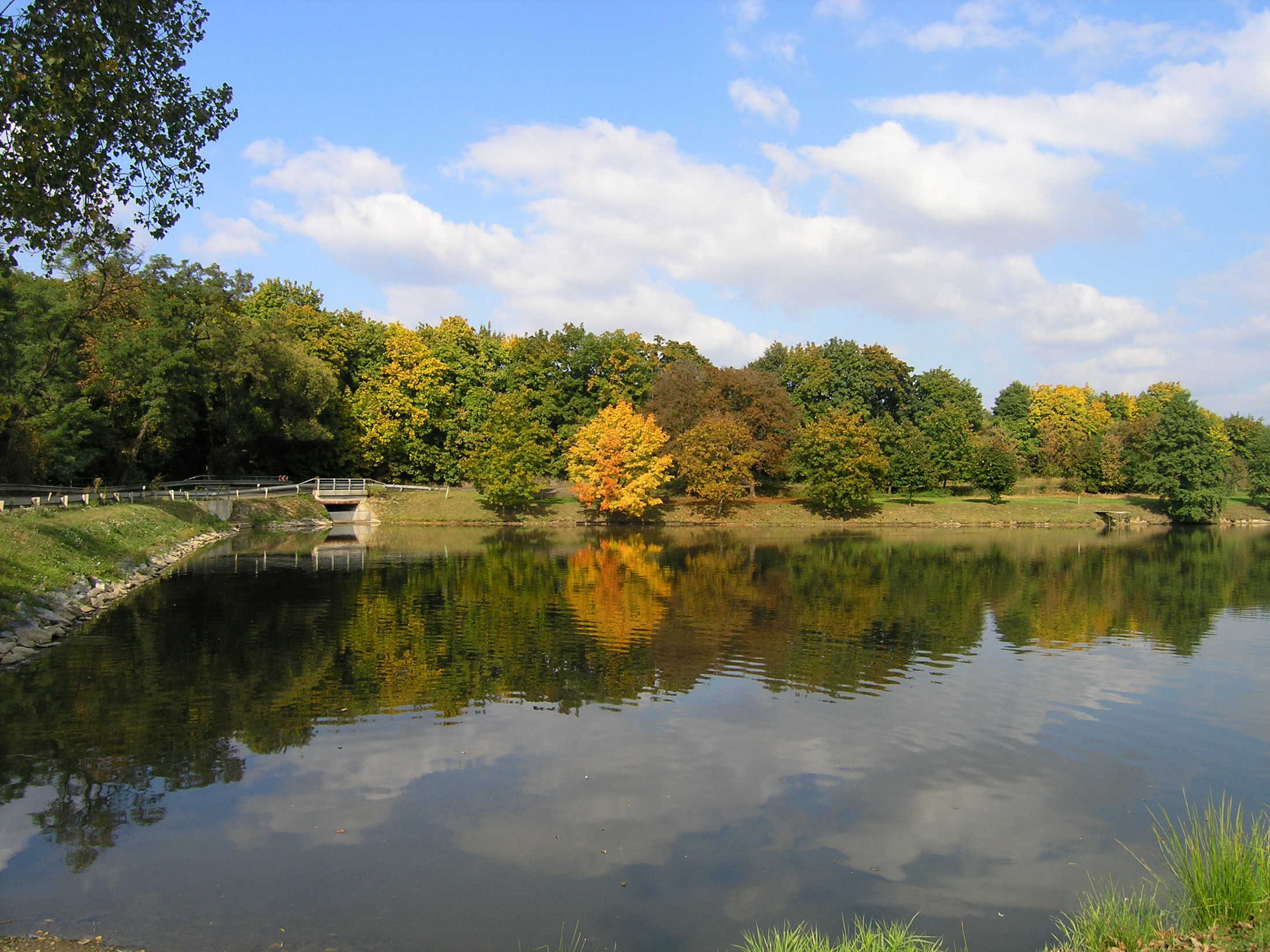
Rybníky na západním okraji obce
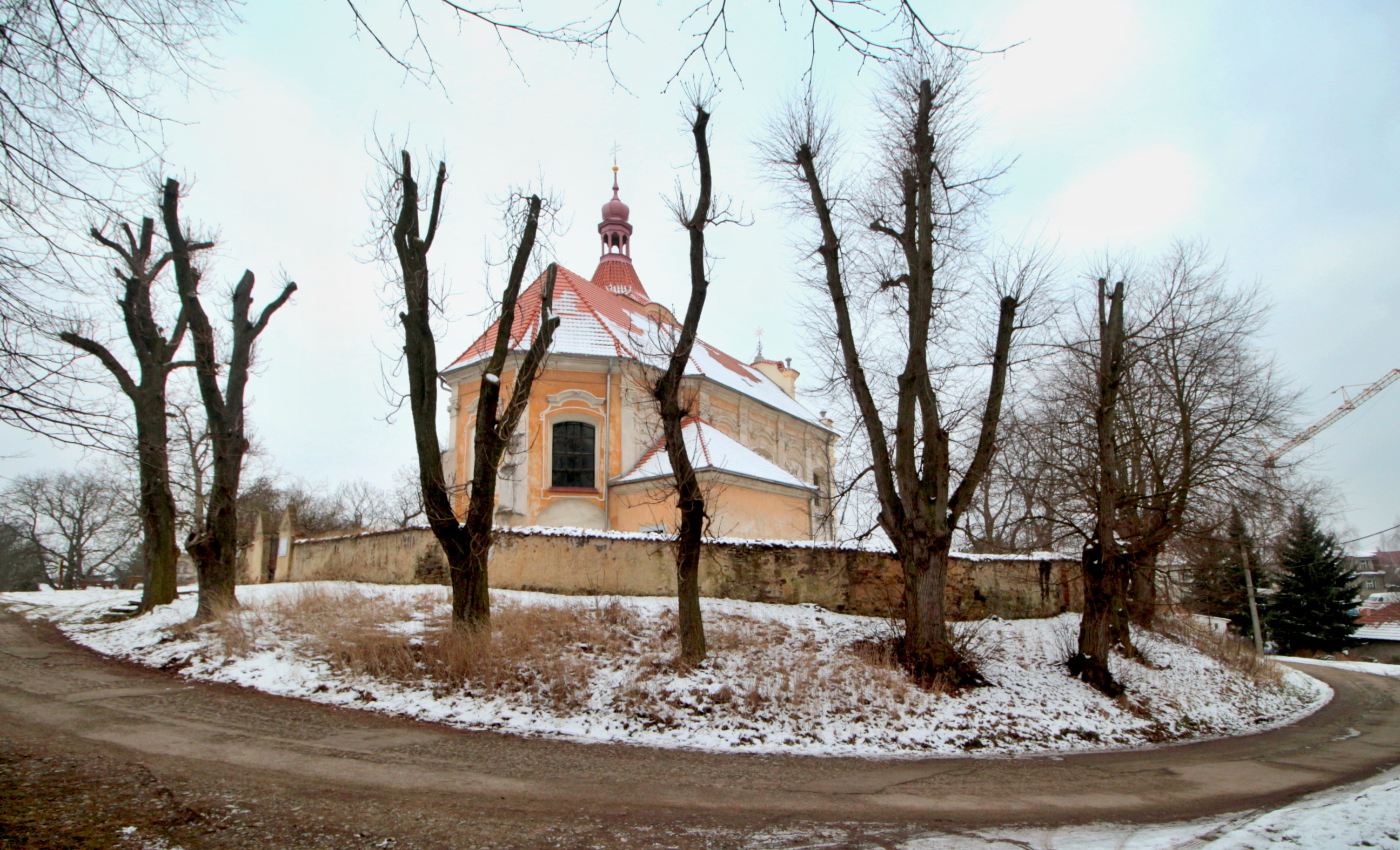
Kostel sv. Jakuba